# Железопътна линия 8 (България)
Главна железопътна линия № 8 Пловдив – Бургас от националната железопътна мрежа на България е удвоена линия, с изключение на неудвоените участъци Филипово – Михайлово, Калитиново – Кермен и Зимница – Ямбол, електрифицирана, междурелсие 1435 mm. Дължина 292,492 km.
Първия участък от линията (Нова Загора – Ямбол), строен като част от линията Търново Сеймен – Ямбол е открит през 1875 г., последния участък Пловдив – Чирпан е въведен в експлоатация през 1910 г.
В гара Пловдив линията прави връзка с  жп линия 1 за София и Свиленград, от гара Филипово започват линия 81 за Панагюрище и линия 82 за Карлово. Между гара Михайлово и гара Стара Загора жп линия 8 съвпада с жп линия 4, а между гара Ямбол и гара Зимница – с жп линия 3. В гара Нова Загора линията съвпада с жп линия 83 и Симеоновград, в гара Ямбол – с жп линия 84 за Елхово, в гара Долно Езерово – с жп линия 85 и с ведомствената жп мрежа на металообработващото предприятие „Промет стиил“ ЕАД – Дебелт и в гара „Владимир Павлов“ –  жп линия 86 за Поморие (демонтиран и премахнат е участъка Сарафово – Поморие).

## История

### Нова Загора – Ямбол
Това е първият участък от линията. Строен е като част от линията Търново Сеймен – Нова Загора. Самото строителство започва през 1873 г. и завършва в края на 1874 г. Официално е открита на 22 януари 1875 г.
Предава се за експлоатация на Компанията на Източните железници, която вече експлоатира линиите Цариград – Белово и Русе – Варна. С това трите железопътни линии с обща дължина около 891 km са под управлението на барон Морис дьо Хирш. От тях 533 km са на сегашната територия на България.
Железопътната линия Нова Загора – Ямбол е построена с минимален радиус на кривите 300 m и максимален наклон 25 ‰, с релси тип „СО“ 34 kg/m с дължина 6,54 m.

### Ямбол – Бургас
Със закон от 21 януари 1889 г. се предвижда построяване на железопътни линии Ямбол – Бургас и Каспичан – София – Кюстендил, а също и пристанищата Варна и Бургас. Предназначението на тези две главни железопътни линии след Съединението на Княжество България и Източна Румелия е да свържат столицата със северната и южната част на страната и главните черноморски пристанища Варна и Бургас. С построяването на железопътната линия Ямбол – Бургас се цели и да се противодейства на стремежите на Компанията за монопол в експлоатацията на железниците в Южна България и насочване износа и вноса към пристанище Дедеагач на Бяло море.
Необходимите средства за строежа на двете железопътни линии и пристанищата се заделят от държавния заем, сключен през 1888 г. във Виена с „Лендербанк“, в размер на 142 780 млн. златни лв. с 6 % лихва.
Първата копка на участъка Ямбол – Бургас е направена на 1 май 1889 г. В следващата 1890 г. на 14 май линията е завършена и открита за експлоатация. Тя е с дължина 110,8 km. Построена е за рекордно кратък срок с трудова повинност на населението и със съдействието на инженерните войски. Минималният радиус на кривите е 400 m, а максималният наклон 11 ‰.

### Чирпан – Нова Загора
Както вече беше споменато за противодействие на политиката на Компанията на Източните железници за отклоняване на вноса и износа в посока пристанище Дедеагач и безконтролната и тарифна политика (съгласно Берлинския договор нейните железници принадлежат на Османската империя и се експлоатират по договор, сключен от Компанията с нея) българското правителство взема няколко решения:
- намаляване на тарифите от БДЖ за линията Ямбол – Бургас (дори и връщане на събрани вече превозни такси);
- със закон от 14 януари 1895 г. се предвижда построяването на паралелна на компанските железници линия Саранбей – Пловдив – Чирпан – Стара Загора – Нова Загора, която да свързва София и Бургас и да бъде експлоатирана само от българската държава.

Построяването на линията с дължина 195 km се възлага чрез търг през октомври 1896 г. и строителството започва. За финансиране строителството на линията Саранбей – Пловдив – Нова Загора българското правителство използва средства от сключения през 1892 г. с виенската банка „Лендербанк“ заем. Банката, в която участват със свои капитали и някои от акционерите в компанията за експлоатация на Източните железници, под формален повод, че е нарушена клаузата от договора, т.е. заемът да не се използва за други нужди освен за построяване и обзавеждане на линиите и пристанищата, изброени в закона от 1889 г., спира последните две опции от заема. Българското правителство обаче вече е възложило чрез търг строителството на няколко железопътни линии и черноморските пристанища Варна и Бургас, и изпада в тежко финансово затруднение. Поради невъзможност да сключи друг заем за посрещане на разходите по започнатото строителство то е принудено да преустанови по-нататъшната работа по паралелната линия. Завършен е само участъкът Нова Загора – Чирпан с дължина 79,3 km, който е открит за експлоатация през 1897 г.
Правителството влиза в преговори с Компанията на барон Хирш и успява през октомври 1898 г. да сключи договор за откупуване правото на Компанията за експлоатация на железопътните линии в пределите на княжеството за 24 250 863 златни лв. Договорът е изгоден за страната и Народното събрание го одобрява, но той остава неприложен поради несъгласието на турското правителство, чиято собственост са жп линиите. Правителството на Константин Стоилов се отказва от тези си намерения. Следващото правителство възстановява правата на Компанията, срещу което „Лендербанк“ обещава да изпълни заема от 1892 г. и да съдействува за сключване на нов конверсионен заем от 260 млн. златни лв. Едно от условията за конверсионния заем, сключен през март 1899 г., е изглаждане на отношенията между българското правителство и Компанията. В изпълнение на това условие през март 1899 г. е подписана конвенция, съгласно която построеният от българското правителство участък от паралелната линия Чирпан – Нова Загора се дава под наем на компанията при унизителни условия за срок от 25 години, считан от годината на завършването на една съединителна линия от гара Чирпан до гара Скобелево.
Първоначалният годишен наем е 500 лв. на километър, който може да се увеличи най-много до 1500 лв. на km, след като бъде построена съединителната линия. Със същата конвенция българската държава се отказва да строи в продължение на 25 години паралелни и конкурентни на експлоатираните от компанията линии на разстояние, не по-малко от 40 km.

### Пловдив – Чирпан
Това положение продължава до обявяването Независимостта на България от Османската империя на 22 септември 1908 г. Тогава се завземат гарите и експлоатацията на компанските линии се възлага на Главната дирекция на железниците. Положението по откупуването и експлоатацията на линиите на Източните железници, намиращи се на територията на България, става чрез подписаните двустранни протоколи между България, Русия и Османската империя през 1909 г. Това дава възможност да се довърши строителството на линията Пловдив – Чирпан и да се създаде пряка връзка София – Пловдив – Бургас. Построяването на участъка Пловдив – Чирпан с дължина 59,6 km започва на 26 август 1909 г. и завършва на 10 юли 1910 г. Въведен е в експлоатация на 10 октомври същата година.

## Модернизации и реконструкции
- Построена е варианта между гарите Свобода и Михайлово. С помощта на една крива с радиус 1000 m се премахват седем криви с радиус по 300 m и една с радиус 400 m. Вариантата позволява скорост от 140 km/h и скъсява разстоянието с около 900 m.
- Удвоени са отсечката Михайлово – Стара Загора, като е извършена реконструкция и на кривите, при което минималният радиус е доведен до 1200 m за скорост от 160 km/h, и участъкът Зимница – Бургас. Минимален радиус на кривите – 800 m за скорост от 120 km/h.
- Положени са релси с маса 49 kg/m по цялата дължина от Пловдив до Бургас.

## Връзка Пловдив – Скутаре
За подобряване експлоатационната дейност на железопътния възел Пловдив за влаковете с направление София – Пловдив – Бургас и обратно е построена и през октомври 1959 г. пусната в експлоатация железопътната връзка Пловдив – Скутаре. Дължината ѝ е 15,990 km, с минимален радиус 600 m, максимален наклон 5,3 ‰ и допустима скорост 130 km/h. Целият участък е удвоен, а движението по него е обезличено. Единственият експлоатационен пункт по линията е откритата на 25 май 1989 г. като необслужвана спирка „Пловдив – изток“. От 1 юли 1990 г. е обслужвана спирка, преименувана на „Тракия“, а от 11 април 1991 е гара, открита за служба по движението.

## Електрификация
През 1969 г. е въведена в експлоатация третата удвоена и електрифицирана железопътна линия в България Зимница – Карнобат – Бургас с дължина около 95 km.
През 1975 г. влиза в експлоатация участъкът Зимница – Ямбол, през 1977 г. – Ямбол – Стара Загора, през 1979 г. – участъкът Стара Загора – Чирпан, през 1981 Чирпан – Пловдив.

## Локомотивни депа
- Депо Бургас. Създадено е през 1890 г. с построяването на железопътната линия Ямбол – Бургас. В началото е само екипировъчен пункт, разположен на шести коловоз на гара „Владимир Павлов“ (тогава единствена гара в Бургас). На сегашното му място през 1930 г. е построено ремонтно хале ветрилообразен тип. През 1945 г. депото е реконструирано за извършване на подемни ремонти на парни локомотиви. Тази дейност е преустановена през 1956 г. и оттогава то извършва само промивъчни ремонти. През 1968 г. започва да ремонтира маневрени дизелови локомотиви, а от 1970 и електрически. През 1980 г. е построено и ново хале за ремонт на електрически мотрисни влакове.
- Депо Стара Загора е създадено през 1912 г. Ремонтната дейност започва през 1914 г., като се използват дълбок канал и крик с ръчно задвижване за сваляне на колооси. През 1918 г. се въвежда електрическо осветление с динамомашина. Към 1920 г. се създава механично отделение с 4 струга, задвижвани с обща трансмисия. През 1933 г. се построява дълбок канал с механизиран крик, а през 1943 г. се доставят крикове с ръчно задвижване за вдигане на тендери. Две години по-късно е доставен бандажен струг. През 1960 г. е основно реконструирано, а през 1969 г. започва да ремонтира дизелови локомотиви. След електрификацията на участъка Стара Загора – Зимница през 1979 г. на депото са зачислени електрически локомотиви за технически прегледи. Построени са и нови спомагателни отделения.
- Значителната по обем работа в Бургас и особеностите на експлоатационната дейност по линията Карнобат – Варна налагат създаването през 1941 г. на депо Карнобат, в него се извършват екипировка и малки промивъчни ремонти на парни локомотиви.

## Технически съоръжения по железопътната линия

### Гари и разделни постове
| име на гарата   | приемно-отправни коловози (ПОК) | приемно-отправни коловози (ПОК) | приемно-отправни коловози (ПОК) | осигурителна инсталация |
| име на гарата   | брой ПОК                        | максимална полезна дължина      | минимална полезна дължина       | осигурителна инсталация |
| --------------- | ------------------------------- | ------------------------------- | ------------------------------- | ----------------------- |
| Пловдив         | 10                              | 622                             | 120                             | МРЦ                     |
| Филипово        | 8                               | 558                             | 515                             | МРЦ                     |
| Тракия          | 4                               | 902                             | 683                             | МРЦ                     |
| Скутаре         | 5                               | 812                             | 738                             | МРЦ                     |
| Маноле          | 2                               | 720                             | 584                             | МРЦ                     |
| Белозем         | 5                               | 797                             | 520                             | МРЦ                     |
| Оризово         | 3                               | 640                             | 640                             | МРЦ                     |
| Черна гора      | 2                               | 710                             | 680                             | МРЦ                     |
| Чирпан          | 3                               | 705                             | 620                             | МРЦ                     |
| Свобода         | 3                               | 621                             | 604                             | МРЦ                     |
| Самуилово       | 3                               | 510                             | 470                             | ЕЦ-1                    |
| Михайлово       | 5                               | 838                             | 708                             | МРЦ                     |
| Калояновец      | 4                               | 880                             | 732                             | МРЦ                     |
| Стара Загора    | 12                              | 830                             | 435                             | МРЦ                     |
| Калитиново      | 5                               | 976                             | 781                             | МРЦ                     |
| Хан Аспарух     | 4                               | 773                             | 604                             | МРЦ                     |
| Нова Загора     | 8                               | 756                             | 506                             | МРЦ                     |
| Коньово         | 3                               | 795                             | 702                             | МРЦ                     |
| Кермен          | 2                               | 620                             | 570                             | МРЦ                     |
| Безмер          | 3                               | 934                             | 834                             | МРЦ                     |
| Ямбол           | 6                               | 730                             | 600                             | МРЦ                     |
| Завой           | 2                               | 740                             | 642                             | МРЦ                     |
| Зимница         | 5                               | 779                             | 637                             | МРЦ                     |
| Стралджа        | 3                               | 846                             | 844                             | МРЦ                     |
| Церковски       | 4                               | 780                             | 665                             | МРЦ                     |
| Карнобат        | 12                              | 1136                            | 342                             | МРЦ                     |
| Черноград       | 4                               | 808                             | 730                             | МРЦ                     |
| Айтос           | 4                               | 778                             | 541                             | МРЦ                     |
| Българово       | 4                               | 722                             | 570                             | МРЦ                     |
| Дружба          | 3                               | 733                             | 572                             | РУКЗ                    |
| Долно Езерово   | 5                               | 823                             | 495                             | МРЦ                     |
| РП Лозово       | –                               | –                               | –                               | ЕЦМ                     |
| Бургас разпред. | 12                              | 835                             | 650                             | РУКЗ                    |
| Владимир Павлов | 6                               | 718                             | 375                             | РУКЗ                    |
| Бургас          | 11                              | 670                             | 174                             | РУКЗ                    |

### Мостове
| междугарие                  | път № | намира се на km | обща дължина, m | изграден от  | препятствие       |
| --------------------------- | ----- | --------------- | --------------- | ------------ | ----------------- |
| Пловдив – Филипово          |       | 1+178           | 81,00           | стоманобетон | авт. път          |
| Пловдив – Филипово          |       | 3+500           | 26,80           | стоманобетон | авт. път          |
| Пловдив – Филипово          |       | 3+602           | 186,60          | стомана      | река              |
| Пловдив – Филипово          |       | 3+900           | 34,50           | стоманобетон | авт. път          |
| Пловдив – Филипово          |       | 4+781           | 52,00           | стомана      | авт. път          |
| Филипово – Скутаре          |       | 9+056           | 28,70           | стомана      | река              |
| Филипово – Скутаре          |       | 14+560          | 41,40           | стомана      | река              |
| Тракия – Скутаре            | 1 и 2 | 9+965           | 237,00          | стоманобетон | река              |
| Тракия – Скутаре            | 1 и 2 | 14+523          | 39,00           | стоманобетон | река              |
| Скутаре – Маноле            |       | 21+243          | 55,00           | стомана      | река              |
| г. Маноле                   |       | 23+329          | 10,50           | стоманобетон | канал             |
| Маноле – Белозем            |       | 31+189          | 24,20           | стоманобетон | река              |
| Белозем – Оризово           |       | 35+655          | 14,00           | стоманобетон | река              |
| Белозем – Оризово           |       | 42+085          | 17,70           | стомана      | река              |
| Черна гора – Чирпан         |       | 50+180          | 31,00           | стомана      | р. Омуровска      |
| Чирпан – Свобода            |       | 67+367          | 20,00           | стоманобетон | река              |
| Свобода – Михайлово         |       | 78+369          | 23,50           | стоманобетон | река и черен път  |
| г. Михайлово                | 1 и 2 | 84+060          | 10,60           | стоманобетон | път и канал       |
| Михайлово – Калояновец      | 1 и 2 | 85+253          | 20,00           | стоманобетон | канал             |
| Михайлово – Калояновец      | 1 и 2 | 91+392          | 18,80           | стоманобетон | канал             |
| г. Калояновец               | 1 и 2 | 92+322          | 48,60           | стоманобетон | река и път        |
| Калояновец – Ст. Загора     | 1 и 2 | 99+910          | 17,00           | стоманобетон | канал             |
| г. Ст. Загора               | 1 и 2 | 105+360         | 36,00           | стоманобетон | градска улица     |
| Ст. Загора – Калитиново     | 1 и 2 | 107+909         | 19,00           | стоманобетон | р. Бедечка        |
| Калитиново – Хан Аспарух    |       | 117+678         | 12,00           | стоманобетон | река              |
| Калитиново – Хан Аспарух    |       | 119+037         | 14,00           | стоманобетон | река              |
| Калитиново – Хан Аспарух    |       | 122+410         | 13,00           | стоманобетон | река              |
| Хан Аспарух – Нова Загора   |       | 125+607         | 13,50           | стоманобетон | река              |
| Хан Аспарух – Нова Загора   |       | 138+230         | 18,50           | стоманобетон | река              |
| Нова Загора – Коньово       |       | 145+180         | 20,50           | стоманобетон | канал             |
| Коньово – Кермен            |       | 152+170         | 21,05           | стоманобетон | река              |
| Кермен – Безмер             | 1 и 2 | 164+882         | 16,90           | стоманобетон | канал             |
| Кермен – Безмер             | 1     | 165+380         | 26,10           | стоманобетон | канал и черен път |
| Кермен – Безмер             | 2     | 165+380         | 15,60           | стоманобетон | канал и черен път |
| Безмер – Ямбол              | 1 и 2 | 178+881         | 9,90            | стоманобетон | път               |
| Ямбол – Завой               |       | 189+111         | 12,40           | стоманобетон | дере              |
| Ямбол – Завой               |       | 191+170         | 49,00           | стомана      | дере              |
| Ямбол – Завой               |       | 191+756         | 93,10           | стомана      | река              |
| Зимница – Стралджа          | 1 и 2 | 199+650         | 34,60           | стоманобетон | път               |
| Стралджа – Церковски        | 1 и 2 | 206+815         | 17,80           | стоманобетон | шосе              |
| Стралджа – Церковски        | 1 и 2 | 210+609         | 40,50           | стоманобетон | път и река        |
| Церковски – Карнобат        | 1 и 2 | 225+754         | 47,30           | стоманобетон | река              |
| гара Карнобат               | 1 и 2 | 232+230         | 12,20           | стоманобетон | дере              |
| Карнобат – Черноград        | 1 и 2 | 234+805         | 20,40           | стоманобетон | дере              |
| Черноград – Айтос           | 1 и 2 | 254+376         | 20,20           | стоманобетон | дере              |
| Черноград – Айтос           | 1 и 2 | 257+180         | 20,20           | стоманобетон | дере              |
| Айтос – Българово           | 1 и 2 | 260+282         | 26,00           | стоманобетон | река              |
| Айтос – Българово           | 1 и 2 | 263+360         | 23,60           | стоманобетон | река              |
| Айтос – Българово           | 1 и 2 | 267+080         | 34,60           | стоманобетон | река              |
| Дружба – Долно Езерово      | 1 и 2 | 276+133         | 17,40           | стоманобетон | река              |
| РП Лозово – Владимир Павлов | 1 и 2 | 286+350         | 26,70           | стоманобетон | път               |

### Максимално допустими скорости (към 29.05.2022 г.)
| от гара        | до гара        | път 1 | път 2 |
| -------------- | -------------- | ----- | ----- |
| Пловдив        | Филипово       | 50    | –     |
| Филипово       | Скутаре        | 80    | –     |
| Пловдив        | Пловдив разпр. | 80    | 80    |
| Пловдив разпр. | Тракия         | 100   | 100   |
| Тракия         | Скутаре        | 90    | 130   |
| Скутаре        | Маноле         | 120   | –     |
| Маноле         | Белозем        | 120   | –     |
| Белозем        | Оризово        | 130   | –     |
| Оризово        | Черна гора     | 60    | –     |
| Черна гора     | Свобода        | 50    | –     |
| Свобода        | Михайлово      | 80    | –     |
| Михайлово      | Калояновец     | 160   | 160   |
| Калояновец     | Стара Загора   | 130   | 130   |
| Стара Загора   | Калитиново     | 160   | 160   |
| Калитиново     | Коньово        | 160   | –     |
| Коньово        | Кермен         | 110   | –     |
| Кермен         | Ямбол          | 160   | 160   |
| Ямбол          | Завой          | 100   | –     |
| Завой          | Зимница        | 160   | –     |
| Зимница        | Стралджа       | 140   | 140   |
| Стралджа       | Церковски      | 130   | 130   |
| Церковски      | Карнобат       | 130   | 130   |
| Карнобат       | Дружба         | 130   | 130   |
| Дружба         | Вл. Павлов     | 130   | 130   |
| Вл. Павлов     | Бургас         | 60    | 60    |